# Стейт Фарм Арена
„Стейт Фарм Арена“ (на английски: State Farm Arena) е спортна зала, намираща се в Атланта, щата Джорджия, САЩ. Завършена през 1999 г., с бюджет от 213.5 милиона щатски долара, арената става дом на Атланта Трашърс от НХЛ, Атланта Хоукс от НБА. Собственост е на Atlanta Hawks, LLC. Съоръжението има капацитет до 20 300 души.
От 2018 г. носи името „Стейт Фарм Арена“.

## Снимки
- Хокеен мач
- State Farm Arena
- Вътрешността на State Farm Arena
- CNN Center
- Снимка от въздуха
- State Farm Arena от секция 303